# あいかわい翔
あいかわい翔（あいかわいしょう、1965年9月28日 - ）は、日本のものまねタレント。哀川翔公認のそっくりさんである。元 コント エルビス。オフィス うめつや所属。

## 来歴・人物
山形県長井市出身。本名は、梅津直人（うめつなおと）。元 コント エルビス。山形県立宮内高等学校卒業。身長169cm。血液型はO型。
哀川翔、藤森慎吾、有吉弘行、近藤真彦、田原俊彦などのものまねをする。
長男と言っているが、兄が生まれて3日でなくなったため、戸籍上は次男である。弟がひとりいる。
特技は、英語、殺陣、接客。趣味は、コスメ関係の本を読むこと、大相撲観戦、映画鑑賞。英検3級、商業簿記２級の資格を持っている。2018年まで販売士3級も持っていた。
とても人懐こく礼儀正しい。また、やさしい話し方なので年配の人にはかわいがられ、老人会でも大変人気がある。
性格は穏やかで怒ることは滅多にないが、怒るととても怖いと後輩が語っている。後輩の面倒見も良い。
また営業先で、両手いっぱいの荷物を年配者が持っており、自ら声をかけ持ってあげるあいかわい翔の行為を見て自分たちも真似をしないといけないと主催者側が感じたという。
子供の頃は肉が嫌いだったせいか、体が弱かった。今は鶏肉（手羽先のように見た目がぶつぶつしている）が苦手。
高校生の頃、文化祭などでアイドルのまねをしていたせいか人気があり、バレンタインデーのときはチョコレートがたくさん入った大きい紙袋を4つ持って、とても羨ましかったと、後に同級生が語っている。
放送作家の高須光聖とは、あいかわい翔が22歳の頃から30年来の友人であり、当時お互い貧乏だったが楽しい思い出しかないと語っている。
以前、化粧品販売（本名で、一切ものまね無し）のバイトでは、梅津（あいかわい翔）の販売は売り上げがいい為、メーカーの担当者が指名するほど絶賛している。メーカーの販売指導もしたことがある。
新宿そっくり館キサラに出演している。
2018年5月に「1日だけのエルビス復活」ミニライブを開催した。
2017年10月、西口プロレスで哀川翔チームのメンバーとして、2018年6月では哀川翔のセコンドで登場。

## 元 コント エルビス時代
元コント エルビスである。
早口と勢いのあるテンポのネタでは、早口で長いセリフを何度もやらされ、何度も間違え、最後はビシッと決めるネタがあるが、ある監督曰く「わざと間違えている。わざと間違えるのは難しいこと。梅津（あいかわい）は天才だ」と語っている。
ほとんどのネタでは、あいかわい翔がボケ担当だったが、たまにツッコミのネタもあった。
「レスキュー隊」、「人間代行業」、「ミッドナイトラジオ」、「ウメズマン」などがある。
あいかわい翔は、もともと哀川翔に似ていたため、この頃から哀川翔をもじった「Vシネマコント」ネタをやっている。
また、有吉弘行にも似ていたため「猿岩石」と呼ばれていた。
相方は石川昇（CAP）、現在は、弱つよむ（よわつよむ）としてコミックソングを歌っている。
エルビス時代はどのコンビにも負けないほどの勢いと、ネタが面白かったため二人とも強気だったが、いざテレビ局から声がかかると怖気づいてしまい運を逃している。
当時、舞台で一緒になったのは、パックンマックン、ジョーダンズ、カンニング、マギー審司、いとうあさこ（ネギねこ調査隊）など。

## 哀川翔について
あいかわい翔は、もともと哀川翔に似ていたたが、1７年ほど前より、本格的に哀川翔のものまねをしている。
はじめは、「哀川らずで翔」だったが、哀川翔本人がわざわざ画数も調べ「あいかわい翔」と命名した。
哀川翔と全く同じ鼻の下にほくろがあったが、祖母が短期間でほくろが大きくなって病院に行ったところ「皮膚がん」だったことから、自分もそうではないかと怖くなり皮膚科でレーザー除去した。
哀川翔のことは、「本当に優しくて、弟のように心配して気にかけてくれる。生後すぐ亡くなった兄のように思えてならない。美輪明宏に前世をみてほしい」と、ラジオやネタの中で何度も言っている。

## 芸風
白スーツにゼブラ柄の長いストールをして、哀川翔の身長（178cm）に近づけるため、7cmのシークレットシューズを履いている。
哀川翔のカブトムシ好きなところから、電話の代わりにカブトムシのぬいぐるみを持ち、「ムシムシ～？」とやる。
一世風靡セピアの、前略、道の上よりの中の「ソイヤッ！」を言葉の終わりによく使う。
藤森慎吾の「チャラ男」では、ブルーのベスト、ほくろが書かれたメガネを着用し、「君、カワウィィね～！」を連発する。
藤森慎吾の「チャラ男」では、ブルーのベスト、ほくろが書かれたメガネを着用し、「君、カワウィィね～！」を連発する。
有吉弘行では、頬にスポンジを入れている。

## ものまねレパートリー
- 哀川翔
- 有吉弘行
- 栗山英樹
- 桑田佳祐
- 近藤真彦
- 新庄剛志
- 田原俊彦
- 野々村真
- 藤森慎吾

## テレビ
- スタジオパークからお正月（NHKテレビ） - 1998年-2001年
- スタジオパークからお正月ウェルカムコント（NHKテレビ） - 2008年-2010年
- テレビショッピング コスメアドバイザー（QVC） - 2010年
- なんでもグランプリ販売指導（日本テレビ） - 2012年
- お願い!ランキング（テレビ朝日） - 2016年1月
- 27時間テレビ（フジテレビ） - 2016年8月
- 爆笑そっくりものまね紅白歌合戦（フジテレビ） - 2016年9月2日
- 達人道
  - （テレビ神奈川） - 2017年3月31日
  - （テレビ埼玉） - 2017年4月6日
- 哀川翔のオトナ倶楽部
  - （CS ファミリー劇場） - 2017年4月23日
  - （BSフジ） - 2017年5月21日
- ニンゲン観察バラエティ モニタリング（TBSテレビ） - 2017年5月25日
- 爆笑そっくりものまね紅白歌合戦（フジテレビ） - 2017年6月2日
- 有吉弘行のダレトク!?スペシャル 顔認証システム（カンテレ） - 2017年6月20日
- ブラ迷相談部（東海テレビ） - 2018年9月
- AKBINGO!（日本テレビ） - 2018年6月
- 若林・ノブ・秋山の揃いも揃って言ったコト（日本テレビ） - 2018年10月
- モヤモヤさまぁ〜ず2（テレビ東京） - 2019年2月
- マツコ会議（日本テレビ） - 2019年6月
- コサキン・天海の超発掘！ものまねバラエティー　マネもの（フジテレビ） - 2019年6月
- 1000人でやります。（日本テレビ） - 2019年7月
- 関ジャニ∞クロニクル(フジテレビ)　- 2019年９月
- ザ・細かすぎて伝わらないモノマネ(フジテレビ)　- 2019年12月
- モンスターライフ(仙台放送)　- 2020年1月
- ウチのガヤがすみません！(日本テレビ)　- 2020年3月
- アッという間シアター☆秒速エンタSHOW!(ＴＢＳテレビ)　- 2020年4月
- マツコ会議(日本テレビ)　- 2020年10月
- キスマイどきどきーん！(d TV)　- 2021年4月
- 定禅寺しゃべり亭(NHK 仙台放送)　- 2021年10月
- キスマイどきどきーん！しゃべくるキス夜(d TV)　- 2022年1月
- 定禅寺しゃべり亭(NHK 仙台放送) - 2022年1月

## ラジオ
- 「あいかわい翔の そいやぁ～、最近!!」楽天FM　http://hyperspots-mw.jp/RakutenFM/saikin/ - 2015年～
- 「門田和弘のグッとモーニン!!（YBC山形放送）- 2017年
- 「ウィークエンドスクランブル（YBC山形放送）- 2017年5月13日

## イベントMC
- 少年ジャンプイベント - 2009年
- ショッピングセンタースナモチャリティーオークション - 2012年
- ミュージカルテニスの王子様五都市縦断舞台挨拶イベント - 2015年10月-11月
  - （大阪・福岡・東京・大宮・仙台）
- ミュージカルテニスの王子様五都市縦断舞台挨拶イベント - 2016年3月-4月
  - （大阪・福岡・東京・大宮・仙台）
- ミュージカルテニスの王子様五都市縦断舞台挨拶イベント - 2016年8月-10月
  - （大阪・福岡・東京・大宮・仙台）
- ミュージカルテニスの王子様ドリームライブDVD 五都市イベント - 2016年11月 - 2017年2月
- 富士ゼロックス上期お客様感謝セミナー講師 - 2016年
- ダイハツピット店大会オリジナルナイト - 2017年2月（グランドプリンスホテル新高輪）

## 映画
- 地獄甲子園 山口雄大監督作品 - 2001年
- plastic love story 中川龍太郎監督作品 - 2013年
- 愛の小さな歴史 中川龍太郎監督作品 - 2014年
- 生きない 蓮田キト監督作品 - 2023年[4]

## 舞台
- 岸田戯曲賞作品「ぬけがら」劇団 江戸間十畳（2012年）

## CM
- ダイドーウーロン茶（長野テレビ）- 2000年
- リサイクルショップ SunStep - 2016年
- リサイクルショップ SunStep - 2020年

## プロモーションビデオ
- コマツ新商品プロモーションビデオ（営業マン）- 2007年